# Robert Ryan
Robert Bushnell Ryan (Chicago, 11 november 1909 – New York, 11 juli 1973) was een Amerikaans acteur. Hij werd in 1948 genomineerd voor een Oscar voor z'n bijrol in de film Crossfire (1947). Echte bekendheid verwierf hij met rollen in films als Bad Day at Black Rock (1955), The Dirty Dozen (1967) en The Wild Bunch (1969).

## Biografie

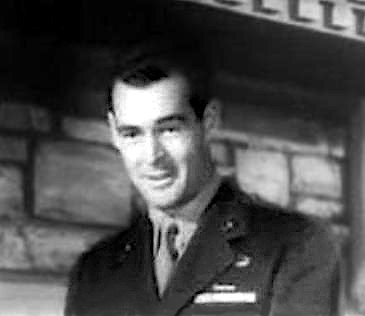
Robert Ryan in Marine Raiders (1944).

Robert Ryan trachtte eerst aan een carrière als toneelschrijver te bouwen, maar slaagde daar niet in. Hij ging vervolgens acteerlessen volgen in Hollywood. Gedurende de jaren 40 was hij meermaals op de planken te zien of in bijrollen in films. In 1944, nadat hij een contract bij de filmstudio RKO Pictures had ondertekend, sloot hij zich aan bij het United States Marine Corps. In het leger is hij actief als drilinstructeur op de legerbasis van San Diego. Daar wordt hij bevriend met schrijver/regisseur Richard Brooks.
De grote filmdoorbraak van Ryan kwam er met zijn rol in de film noir Crossfire (1947) van Edward Dmytryk, gebaseerd op de roman van Richard Brooks. Ryan werd genomineerd voor een Academy Award.
Later zou hij nog te zien in enkele bekende films als On Dangerous Ground (1951), Bad Day at Black Rock (1955) en Odds Against Tomorrow (1959). Verder maakte hij ook deel uit van enkele grote producties die konden rekenen op een all-star cast. Zo speelde Ryan mee in King of Kings (1961), The Longest Day (1962), The Dirty Dozen (1967) en The Wild Bunch (1969).
Op politiek vlak liet Ryan ook meermaals van zich horen. Hij was een liberale Democraat en een grote verdediger van de burgerrechten.
In 1972 overleed Ryans echtgenote Jessica aan de gevolgen van kanker. De twee waren reeds sinds 1939 met elkaar getrouwd. Robert Ryan stierf een jaar later op 63-jarige leeftijd aan longkanker. Hij liet twee zonen en een dochter achter.

## Filmografie
- 1940 - The Ghost Breakers
- 1940 - Golden Gloves
- 1940 - Queen of the Mob
- 1940 - North West Mounted Police
- 1940 - The Texas Rangers Ride Again (laatste film voor Paramount)
- 1943 - Bombardier (eerste film voor RKO)
- 1943 - Behind the Rising Sun
- 1943 - The Sky's the Limit
- 1943 - Tender Comrade
- 1943 - Gangway for Tomorrow
- 1944 - Marine Raiders
- 1947 - The Woman on the Beach
- 1947 - Crossfire
- 1948 - Berlin Express
- 1948 - The Boy with Green Hair
- 1948 - Act of Violence
- 1948 - Return of the Bad Men
- 1949 - Caught
- 1949 - I Married a Communist
- 1949 - The Set-Up
- 1950 - The Secret Fury
- 1950 - Born to Be Bad
- 1951 - Best of the Badmen
- 1951 - The Racket
- 1951 - Flying Leathernecks
- 1951 - On Dangerous Ground
- 1952 - Clash by Night
- 1952 - Beware, My Lovely
- 1952 - Horizons West
- 1953 - City Beneath the Sea
- 1953 - The Naked Spur
- 1953 - Inferno
- 1954 - Alaska Seas
- 1954 - About Mrs. Leslie
- 1954 - Her Twelve Men
- 1955 - Bad Day at Black Rock
- 1955 - The Tall Men
- 1955 - House of Bamboo
- 1955 - Escape to Burma
- 1956 - The Proud Ones
- 1956 - Back from Eternity
- 1957 - Men in War
- 1958 - God's Little Acre
- 1958 - Lonelyhearts
- 1959 - Day of the Outlaw
- 1959 - Odds Against Tomorrow
- 1960 - Ice Palace
- 1961 - King of Kings
- 1961 - The Canadians
- 1962 - The Longest Day
- 1962 - Billy Budd
- 1965 - Battle of the Bulge
- 1965 - The Dirty Game
- 1966 - The Professionals
- 1967 - The Dirty Dozen
- 1967 - Hour of the Gun
- 1968 - Custer of the West
- 1968 - Lo sbarco di Anzio
- 1968 - A Minute to Pray, a Second to Die
- 1969 - Captain Nemo and the Underwater City
- 1969 - The Wild Bunch
- 1971 - Lawman
- 1971 - The Love Machine
- 1972 - La Course du lièvre à travers les champs
- 1973 - Lolly-Madonna XXX
- 1973 - The Outfit
- 1973 - Executive Action
- 1973 - The Iceman Cometh

- Biblioteca Nacional de España: XX1068461
- Bibliothèque nationale de France: cb13534051x (data)
- Catàleg d'autoritats de noms i títols de Catalunya: 981058597815306706
- Gemeinsame Normdatei: 118952110
- International Standard Name Identifier: 0000 0001 2145 398X
- Library of Congress Control Number: n85199132
- MusicBrainz: 4844df0c-8127-4e6d-ba70-2f6c1c5f8f47
- National Archives and Records Administration: 10568861
- Nationale Bibliotheek van Tsjechië: xx0190843
- Nationale Bibliotheek van Israël: 987007459822705171
- Nationale Bibliotheek van Polen: a0000002445687
- Nederlandse Thesaurus van Auteursnamen: 070493081
- SNAC: w6542sm3
- Système universitaire de documentation: 05051864X
- Trove: 1457118
- Virtual International Authority File: 100393094
- WorldCat: E39PBJtMtVdYVGqvJwcTWfgVG3